# Cyphostemma crassiusculum
Cyphostemma crassiusculum är en vinväxtart som först beskrevs av Bak., och fick sitt nu gällande namn av Descoings. Cyphostemma crassiusculum ingår i släktet Cyphostemma och familjen vinväxter. Inga underarter finns listade i Catalogue of Life.